# Microrregión de Brejo Santo
La microrregión de Brejo Santo es una de las  microrregiones del estado brasileño del Ceará perteneciente a la mesorregión del  sur Cearense. Su población fue estimada en 2005 por el IBGE en 97.071 habitantes y está dividida en cinco municipios. Posee un área total de 1.891,514 km².

## Municipios
- Abaiara
- Aurora
- Barro
- Brejo Santo
- Jati
- Mauriti
- Milagres
- Penaforte
- Porteiras

- Datos: Q2437540
- Multimedia: Brejo Santo / Q2437540